# Paul (juriste)
Pour les articles homonymes, voir Paul (pseudonyme).
Iulius Paulus ou Paul (160-230) fut un avocat et juriste romain au début du IIIe siècle. 
Il est avec Ulpien l'un des plus grands juristes romain sous les Sévères.
Il est né vers 160, peut-être dans une province. Il fut l'élève de Cervidius Scaevola. À Rome, il fut avocat, professeur et consultant juridique. Il exerça des hautes fonctions administratives en étant assesseur puis responsable du bureau du préfet du prétoire Papinien.
Selon l'Histoire Auguste, il devient lui-même préfet du prétoire, nommé par Élagabal. Les philologues supposent que c'est une erreur de la biographie dont l'auteur aurait mal lu Aurelius Victor. De même que Iulia Cornelia Paula, l'épouse d'Élagabal que l'empereur répudia ensuite, selon Dion Cassius, ne devait pas être la fille du jurisconsulte, bien que plusieurs hypothèses furent formulés en ce sens. Selon Aurelius Victor, il est condamné à l'exil avant de revenir sous Alexandre Sévère en devenant un de ses conseillers. Tout comme la filiation avec Cornelia Paula, des doutes subsistent sur l'authenticité de l'exil.
La date de sa mort n'est pas connue mais il était actif au moins jusqu'en 222 (Digeste, XXXI, 87).
Son œuvre est plus considérable encore que celle d'Ulpien (81 à 86 écrits répartis en 319 livres) et est renommée en raison de son originalité et de la clarté de ses exposés. Il y traite non seulement du droit civil, mais aussi de procédure, de droit pénal et de droit public. En tant que professeur de droit, on lui doit deux livres d’Institutiones, six livres de Regulae (Règles) et un livre intitulé Liber singularis regularum (livre unique de « règles »). 

## Législation
Dans la Loi des citations (426), il est mis, avec Papinien, Gaius, Modestin et Ulpien, au rang des cinq juristes dont les avis conservés étaient considérés comme décisifs. Ces cinq juristes sont également cités comme sources principales du Code de Théodose II et du Code de Justinien.